# Drever

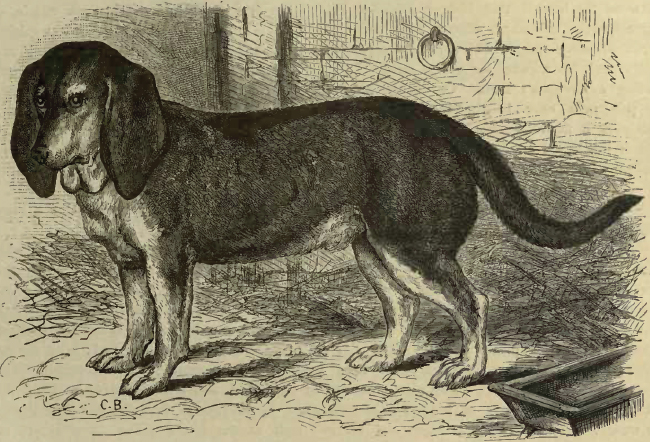
Jerker, en "Swedish Beagle" från Vero Shaws "The Illustrated Book of the Dog" 1881.

Drever är en hundras från Sverige. Den är en drivande hund som driver rådjur, hjort, hare och räv.

## Historia
Den första drevern registrerades i Sverige 1913 som dachsbracke, men fanns redan 1881 beskriven som Swedish Beagle. 1944 bildades den första rasklubben under namnet Svenska Dachsbracken-klubben, vilken tre år senare ändrade namn till Svenska Dreverklubben. Som svensk hundras under namnet drever godkändes hunden av Svenska Kennelklubben (SKK) 1953. Drevern är närmast en självklarhet när det gäller rådjurs- och harjakt, den är lämpad också för mindre jaktarealer. Innan den svenska rävstammen så drastiskt decimerades av rävskabbsangrepp på 1980-talet användes drever även med framgång till rävjakt.
Tidigare räknades den danska strellufstövaren och drevern som separata raser, men de är sedan flera årtionden sammanförda till en ras. Båda har sitt huvudsakliga ursprung i den tyska rasen westfälische dachsbracke.
Drevern är en av Sveriges populäraste hundraser; 2008 registrerades cirka 1000 drevrar vilket gör den till den vanligaste drivande hunden i Sverige. Drevrar förekommer även i jaktliga sammanhang i Norge och Finland.

## Egenskaper
Rasen är en utpräglad jakthund med stor jaktlust och uthållighet, och man hör nästan aldrig talas om den som enbart sällskapshund. För att bli utställningschampion måste en drever ha meriter från jaktprov för drivande hund.

## Utseende
Den vanligaste färgen är röd-vit, men finns även svart-röd-vit och svart-vit. Mankhöjd: Hanhund 32–38 cm. Tik 30–36 cm. Utseendet kan beskrivas som en blandning mellan tax och stövare.